# Big Brother Brasil 22
Big Brother Brasil 22 foi a vigésima segunda temporada do reality show brasileiro Big Brother Brasil, exibida pela TV Globo entre 17 de janeiro e 26 de abril de 2022. A edição foi a primeira com a apresentação de Tadeu Schmidt (substituindo Tiago Leifert, que deixou o programa após cinco edições). A direção artística foi de Rodrigo Dourado. 
Essa temporada teve 100 dias de confinamento, empatada com a 21ª como as edições mais longas já exibidas do reality show. Foi a terceira edição consecutiva a ter uma mescla de confinados anônimos e famosos como participantes do programa. 
A edição terminou com a vitória do ator e cantor Arthur Aguiar, que recebeu 68,96% dos votos e faturou o prêmio máximo de R$ 1,5 milhão sem desconto de impostos, e um carro Fiat Pulse Abarth. Arthur é o primeiro participante do grupo Camarote a vencer desde a introdução da dinâmica no Big Brother Brasil 20. Até o momento, esta é a única edição a ter apenas homens na final.

## Exibição
O programa foi exibido diariamente pela TV Globo em sinal aberto e pelo Multishow em TV por assinatura, tendo nesse último flashes ao vivo de 45 minutos após o encerramento das edições pela televisão aberta. A transmissão também foi realizada em pay-per-view (PPV), com câmeras filmando integralmente a rotina dos participantes, para operadoras de TV paga. Na internet, foi veiculado pela Canais Globo para os assinantes do PPV e no Globoplay para os assinantes da Globo.com.
Esta edição marcou também a continuação da internacionalização do programa na plataforma Globoplay, que começou em 2020 com a transmissão em tempo real para os Estados Unidos e alargando este ano para alguns países da Europa (Portugal, Espanha, Itália, França, Alemanha, Reino Unido e Suíça) e Canadá.

## O jogo

### Seleção dos participantes
As inscrições foram abertas no site oficial do reality show em 29 de abril de 2021, enquanto o Big Brother Brasil 21 ainda estava no ar, seguindo o mesmo procedimento utilizado na edição anterior, com as vagas sendo divididas por regiões do Brasil e as entrevistas sendo realizadas de forma virtual. No entanto, em questão de poucas horas, a candidatura foi suspensa em algumas regiões do país, devido a uma alta demanda no site. Durante a final do Big Brother Brasil 21, as inscrições foram reabertas por tempo limitado, sendo novamente fechadas temporariamente uma vez que as vagas foram preenchidas. 
Em 14 de julho de 2021, foram reabertas as inscrições para a região Sudeste, cujas vagas foram preenchidas ao longo do dia. Nas outras quatro regiões do país, as vagas já estavam encerradas. Ao todo, mais de 100 mil pessoas finalizaram suas inscrições nas cinco regiões do país. Em 13 de setembro de 2021, foram reabertas pela última vez as inscrições para todo o Brasil, com 20 mil novas vagas disponibilizadas. No mesmo dia, as inscrições foram oficialmente encerradas.
A edição manteve a dinâmica introduzida no Big Brother Brasil 20, e repetida no Big Brother Brasil 21, que mescla os participantes em dois grupos: Pipoca, composto por anônimos que se inscreveram para participar da atração; e Camarote, que reúne famosos (já conhecidos na mídia e pelo público) convidados diretamente pela equipe do programa.

### Protocolos de segurança
A direção do reality show havia planejado uma edição com protocolos mais flexíveis, mas precisou, de forma urgente, retomar o esquema de segurança total contra a COVID-19 diante do aumento significativo do número de casos no país. Em nota, a TV Globo informou que estava acompanhando a situação da pandemia no país e revisitando constantemente suas medidas preventivas, que serão atualizadas e adaptadas sempre que necessário, seguindo a orientação de profissionais da saúde e órgãos competentes. 
Os pré-selecionados foram levados a um hotel no Rio de Janeiro a partir do dia 5 de janeiro de 2022. Ao contrário das outras edições, a emissora realizou o transporte dos participantes até a cidade através de carro, e não de avião. A produção do programa também reservou todo o décimo terceiro andar do hotel para abrigar os pré-selecionados, que não poderiam circular pelos demais ambientes. Como parte do protocolo, foram realizados testes para COVID-19 em todos os pré-selecionados. Durante essa rotina, aqueles que apresentaram sintomas e mais de um teste positivo foram dispensados do pré-confinamento e do programa, enquanto três participantes que testaram positivo (Arthur Aguiar, Jade Picon e Linn da Quebrada) e estavam com as respectivas vacinas em dia – item obrigatório para a participação no reality show – continuaram isolados e acompanhados por uma equipe médica, assim permanecendo até que fossem liberados e pudessem se unir aos demais, de "um jeito inovador e sem prejuízo das dinâmicas do jogo".
Além disso, haverá suspensão, por tempo indeterminado, de plateia e da presença de familiares e amigos em dias de eliminação, higienização rigorosa de qualquer produto que entra na casa, monitoramento de todas as pessoas que têm acesso – já extremamente restrito – não apenas à casa, como também aos locais de trabalho do programa, equipes reduzidas, uso obrigatório de máscara pelos profissionais, testes recorrentes e manutenção do já convencional acompanhamento médico 24 horas dos participantes.

### A casa
A casa conta com referências às décadas de 1970, 1980 e 1990, em ambientes de cores neon e com os estilos grunge, lúdico e retrô, além de itens decorativos, móveis e eletrodomésticos característicos da época, como videogames clássicos, máquinas de jukebox e fliperama. Na sala, o excesso de cores é o elemento principal e está presente da parede ao sofá, nas almofadas e nos tapetes, em um composeé multicolorido. As cores se estendem à área externa, com formas geométricas que se repetem em todos os muros que cercam a casa em diferentes misturas de tons, no estilo Pop art. À noite, o espaço recebe uma iluminação especial. Os dois Big Fones permanecem no jardim, em lados opostos. A academia é mais um ambiente que explora o uso de estampas e, além dos equipamentos, continua a dispor de um painel com as figuras dos participantes e os ícones do jogo e um estar maior, com puffs, mesas e sofá. Na área onde ficava o quarto do Líder, foi disponibilizado mais um lounge, com poltronas e mesa, para os confinados. A porta pela qual os participantes ingressam e saem do programa foi transferida para o lado oposto.
As cozinhas dos grupos VIP e Xepa permanecem na área interna da casa, mas agora encontram-se frente a frente devido à nova disposição das bancadas de cooktop. Na cozinha VIP, cores vibrantes, como azul, vermelho e amarelo, dão o tom da decoração. Já na Xepa, a decoração tem tons de marrom e móveis que remetem às tradicionais cafeterias da década de 1970. O confessionário, por sua vez, é repleto de cores neon e inspirado nos grandes games Arcade, como Pac-Man, Street Fighter e Space Invaders, além de ter uma cadeira gamer confeccionada exclusivamente para o programa. A casa passará a ter apenas um chuveiro público, localizado no banheiro principal. Com um conceito retrô, o banheiro é composto por grandes blocos de cor, como em um cubo mágico – brinquedo famoso nas décadas de 1980 e 1990. Os tijolos de vidro também estão na decoração do local e o camarim da edição anterior foi aprimorado com ainda mais espaço. 
Os temas dos quartos são: Lollipop, que conta com roupas de cama, almofadas, cabeceiras, carpetes e papéis de parede com um mix de estampas e texturas complementares, além de objetos lúdicos, como ursinhos, smiles, sapatinhos e roupas de boneca; e Grunge, que mistura estampas xadrez, papel de parede com colagens de pôster de bandas, grafites, esculturas e elementos musicais desse estilo, muito comum na década de 1980, além do quarto contar também, pela primeira vez, com uma cama suspensa.
O quarto do Líder, que deixou o gramado, agora está no segundo andar e ainda maior. O ambiente, agora como um loft, tem novos espaços para o conforto e a diversão do coroado, como área de estar, bar, pista de dança, guarda-roupas, camarim e a já famosa mesa tática. Na paleta de cores do loft, o azul predomina com elementos fluorescentes em neon. Um painel de LED exibirá a imagem do Líder da semana, dando ainda mais pompa ao agraciado da vez.

### Botão da Desistência
Pela primeira vez na história do programa, houve um "Botão da Desistência". Assim, o participante que quiser desistir do jogo pode apenas apertar o botão, sem precisar recorrer ao confessionário ou à produção do programa, e deixar o programa imediatamente.
O item ficou à vista de todos os participantes, na sala da casa. No entanto, o botão estava protegido por uma caixa iluminada, fechada por escotilha, e só poderá ser acionado quando indicado pela luz verde. O botão esteve disponível em horários determinados, ficando indisponível e com luz vermelha durante as festas, das 21h às 9h, para evitar que participantes o apertem alcoolizados.
O primeiro participante a usar o botão da desistência foi Tiago Abravanel, que o apertou no dia 27 de fevereiro de 2022. Em seguida, se dirigiu ao confessionário, e oficialmente deixou a casa.

### Líder com novas regalias
Nesta edição, a liderança ganhou novas regalias. O comandante da semana teve a seu dispor uma tela para fazer sua própria seleção musical na novidade "Playlist do Líder" e pode promover uma "festinha" particular com um seleto grupo de convidados dentro do quarto do Líder. O novo mimo pode ser acionado por fichas durante a semana de reinado. No entanto, só puderam participar dessa festa integrantes do grupo VIP.
Outra regalia inédita da liderança foi a chance de fazer uma ponte direta de interação com o público: uma live que o Líder podia abrir diretamente na #RedeBBB, por tempo limitado, durante o aguardo para a Festa do Líder. O dono da tão cobiçada coroa ainda teve como presente, além dos porta-retratos da família, um álbum de figurinhas com imagens marcantes de sua estadia no confinamento.

### Nova funcionalidade no #FeedBBB
Introduzido no Big Brother Brasil 20, o #FeedBBB, painel interativo da casa que funciona como uma rede social onde os participantes produzem conteúdo com um celular, ganha nova funcionalidade nessa edição. Além dos recursos já conhecidos, como "Queridômetro", "Podcast do Líder", "Stories" e "Flecha", uma novidade chamada de "Torpedo Anônimo" foi adicionada à plataforma, que pode influenciar ainda mais nos relacionamentos da casa.
A função permite que os participantes mandem mensagens anônimas, sem autor declarado, a outros confinados, que são publicadas na tela da sala às vistas de todos.

### Casa de Vidro
Em 4 de fevereiro de 2022, o apresentador Tadeu Schmidt anunciou que a temporada teria uma Casa de Vidro. A dinâmica foi parecida com a utilizada anteriormente no Big Brother Brasil 9, em que a estrutura havia sido montada dentro da casa, porém ao invés de ficar localizada no jardim, desta vez a Casa de Vidro foi na academia. Os candidatos, Gustavo e Larissa, do grupo Pipoca, foram revelados em 9 de fevereiro e entraram na Casa de Vidro na sexta-feira, 11 de fevereiro. No mesmo dia uma votação popular foi aberta, em que o público decidiu se ambos entrariam ou não na edição como participantes oficiais. O resultado saiu no domingo, 13 de fevereiro, e com 52,77% dos votos, foi aprovada a entrada dos novos participantes.
Como a dupla conseguiu entrar na casa principal, ambos ficaram imunes à formação do Paredão da semana que aconteceu logo em seguida. Além disso, em consenso deram um voto de maneira aberta em outro participante.
| Candidato                | Idade | Ocupação                                           | Origem               | Resultado  |
| ------------------------ | ----- | -------------------------------------------------- | -------------------- | ---------- |
| Gustavo Batista Marsengo | 31    | Bacharel em Direito                                | Curitiba, Paraná     | Escolhidos |
| Larissa Tomásia Arruda   | 25    | Coordenadora de marketing e influenciadora digital | Limoeiro, Pernambuco | Escolhidos |

### Paredão Falso
No dia 2 de abril de 2022, na décima segunda semana e já durante a fase Turbo do programa, foi anunciado um paredão falso, no qual o mais votado iria para um "Quarto Secreto". A formação aconteceu no domingo, 3 de abril, após a eliminação do dia. A saída da casa aconteceu na terça-feira, dia 5 de abril.
A novidade é que ao chegar no cômodo secreto, decorado de preto e com telas de TV gigantes, o brother pode controlar as ações de seus colegas, como colocar todos na xepa, além de poder ver e ouvir todos por meio das telas. O participante Arthur Aguiar foi o escolhido, com 82,8% dos votos, superando Gustavo Marsengo (10,54%), Linn da Quebrada (6,26%) e Eliezer do Carmo (0,4%). Dentro do Quarto Secreto, o brother ativou poderes, através de cards concedidos pela produção, acordando os demais participantes e cortando o abastecimento de água a qualquer momento e colocando todos na Xepa, retirando o VIP.
Arthur retornou à casa na tarde do dia 7 de abril de 2022, vestido de coelhinho da páscoa.

### Castigo do Monstro
| Semana      | Anjo               | Castigados  | Monstro | Ref.   |
| ----------- | ------------------ | ----------- | --- | ------ |
| 1           | Rodrigo            | Eliezer     | Orelhão: Vestidos de orelhão, os dois castigados deverão se revezar na pracinha montada no gramado. Ela deverá permanecer ocupada o tempo todo por pelo menos um deles. | [ 37 ] |
| 1           | Rodrigo            | Naiara      | Orelhão: Vestidos de orelhão, os dois castigados deverão se revezar na pracinha montada no gramado. Ela deverá permanecer ocupada o tempo todo por pelo menos um deles. | [ 37 ] |
| 2           | Rodrigo            | Brunna      | Fliperama: Vestidos de fliperama, os três castigados devem permanecer vestidos, dois de luta e um de carro. Quando toca o som do monstro, os castigados tem que ficar no gramado até a música acabar.                                                                                                  | [ 38 ] |
| 2           | Rodrigo            | Jade        | Fliperama: Vestidos de fliperama, os três castigados devem permanecer vestidos, dois de luta e um de carro. Quando toca o som do monstro, os castigados tem que ficar no gramado até a música acabar.                                                                                                  | [ 38 ] |
| 2           | Rodrigo            | Paulo André | Fliperama: Vestidos de fliperama, os três castigados devem permanecer vestidos, dois de luta e um de carro. Quando toca o som do monstro, os castigados tem que ficar no gramado até a música acabar.                                                                                                  | [ 38 ] |
| 3           | Bárbara            | Arthur      | Mola: Os três castigados devem se vestir de mola e permanecer grudados o tempo todo. | [ 39 ] |
| 3           | Bárbara            | Douglas     | Mola: Os três castigados devem se vestir de mola e permanecer grudados o tempo todo. | [ 39 ] |
| 3           | Bárbara            | Scooby      | Mola: Os três castigados devem se vestir de mola e permanecer grudados o tempo todo. | [ 39 ] |
| 4           | Paulo André Scooby | Linn        | Câmera e Filmes: Vestidos de câmera e fitas de filmes, os três castigados devem ficar no gramado toda vez que o som do monstro toca, até a música acabar. | [ 40 ] |
| 4           | Paulo André Scooby | Lucas       | Câmera e Filmes: Vestidos de câmera e fitas de filmes, os três castigados devem ficar no gramado toda vez que o som do monstro toca, até a música acabar. | [ 40 ] |
| 4           | Paulo André Scooby | Natália     | Câmera e Filmes: Vestidos de câmera e fitas de filmes, os três castigados devem ficar no gramado toda vez que o som do monstro toca, até a música acabar. | [ 40 ] |
| 5           | Arthur             | Laís        | Fita Cassete e Lápis: Vestidos de fita cassete, os dois castigados deverão se revezar no toca fitas localizado no gramado. O toca fitas deverá permanecer ocupado o tempo todo por pelo menos um deles e aquele que estiver fora do toca fitas, deverá carregar um lápis para todo o lado.             | [ 41 ] |
| 5           | Arthur             | Larissa     | Fita Cassete e Lápis: Vestidos de fita cassete, os dois castigados deverão se revezar no toca fitas localizado no gramado. O toca fitas deverá permanecer ocupado o tempo todo por pelo menos um deles e aquele que estiver fora do toca fitas, deverá carregar um lápis para todo o lado.             | [ 41 ] |
| 6           | Douglas            | Jessilane   | Carros de Som: Quer vender, quer comprar? Esta é a sua oportunidade. Enquanto a música tocar, os carros de som deverão circular por toda casa tentando ganhar novos clientes. Somente quando a música parar, estarão livres para descansar.                                                            | [ 42 ] |
| 6           | Douglas            | Vinicius    | Carros de Som: Quer vender, quer comprar? Esta é a sua oportunidade. Enquanto a música tocar, os carros de som deverão circular por toda casa tentando ganhar novos clientes. Somente quando a música parar, estarão livres para descansar.                                                            | [ 42 ] |
| 7           | Arthur             | Eslovênia   | Cavalinho do Schmidt: Enquanto a música estiver tocando, os castigados irão para o hipódromo montado no gramado e disputarão uma disputa emocionante com os cavalinhos de pau. A corrida só termina quando a música parar. E cada um deve permanecer o tempo inteiro com o seu cavalinho.              | [ 43 ] |
| 7           | Arthur             | Laís        | Cavalinho do Schmidt: Enquanto a música estiver tocando, os castigados irão para o hipódromo montado no gramado e disputarão uma disputa emocionante com os cavalinhos de pau. A corrida só termina quando a música parar. E cada um deve permanecer o tempo inteiro com o seu cavalinho.              | [ 43 ] |
| 7           | Arthur             | Linn        | Cavalinho do Schmidt: Enquanto a música estiver tocando, os castigados irão para o hipódromo montado no gramado e disputarão uma disputa emocionante com os cavalinhos de pau. A corrida só termina quando a música parar. E cada um deve permanecer o tempo inteiro com o seu cavalinho.              | [ 43 ] |
| 8           | Arthur             | Eliezer     | Monstro Melancia: Vocês querem aparecer ainda mais no BBB 22? Nem precisam colocar a melancia no pescoço. Basta carregá-la o tempo todo pela casa. É isso que os castigados deverão fazer. Não poderão largar a melancia de jeito nenhum.                                                              | [ 44 ] |
| 8           | Arthur             | Vinicius    | Monstro Melancia: Vocês querem aparecer ainda mais no BBB 22? Nem precisam colocar a melancia no pescoço. Basta carregá-la o tempo todo pela casa. É isso que os castigados deverão fazer. Não poderão largar a melancia de jeito nenhum.                                                              | [ 44 ] |
| 9           | Lucas              | Eliezer     | Bebê Chorão: Durante todo o tempo, um castigado terá que carregar uma chupeta, enquanto o outro irá carregar uma mamadeira. Ao ouvir os bebês chorando, os castigados deverão ir para o berçário cuidar deles com todo o carinho, até que os bebês se acalmem.                                         | [ 45 ] |
| 9           | Lucas              | Gustavo     | Bebê Chorão: Durante todo o tempo, um castigado terá que carregar uma chupeta, enquanto o outro irá carregar uma mamadeira. Ao ouvir os bebês chorando, os castigados deverão ir para o berçário cuidar deles com todo o carinho, até que os bebês se acalmem.                                         | [ 45 ] |
| 10          | Paulo André        | Eslovênia   | Canoa: Remem, remem. Os castigados deverão permanecer juntos na canoa, segurando seus remos o tempo todo. Ao ouvir o sinal do Monstro, eles deverão remar sem parar no mar. | [ 46 ] |
| 10          | Paulo André        | Lucas       | Canoa: Remem, remem. Os castigados deverão permanecer juntos na canoa, segurando seus remos o tempo todo. Ao ouvir o sinal do Monstro, eles deverão remar sem parar no mar. | [ 46 ] |
| 11 (Dia 75) | Jessilane          | Arthur      | Pirata: Vestidos como pirata, os dois castigados deverão ficar o tempo todo de pé na área do Monstro. Ao ouvir o som "Terra à vista", somente um dos piratas estará liberado para deixar o posto, e ao escutar "Piratas à bordo", quem estiver fora deverá retornar ao serviço junto com seu parceiro. | [ 47 ] |
| 11 (Dia 75) | Jessilane          | Paulo André | Pirata: Vestidos como pirata, os dois castigados deverão ficar o tempo todo de pé na área do Monstro. Ao ouvir o som "Terra à vista", somente um dos piratas estará liberado para deixar o posto, e ao escutar "Piratas à bordo", quem estiver fora deverá retornar ao serviço junto com seu parceiro. | [ 47 ] |
| 12 (Dia 82) | Scooby             | Eliezer     | Rei e Rainha: Os dois castigados deverão permanecer o tempo todo em pé no tabuleiro com peças de jogo de xadrez. Um será o rei e o outro será a rainha. Ao ouvir o sinal do monstro, apenas um deles poderá deixar o posto e só deverá se juntar ao parceiro quando o sinal tocar novamente.           | [ 48 ] |
| 12 (Dia 82) | Scooby             | Natália     | Rei e Rainha: Os dois castigados deverão permanecer o tempo todo em pé no tabuleiro com peças de jogo de xadrez. Um será o rei e o outro será a rainha. Ao ouvir o sinal do monstro, apenas um deles poderá deixar o posto e só deverá se juntar ao parceiro quando o sinal tocar novamente.           | [ 48 ] |
| 13 (Dia 85) | (nenhum)           | Eliezer     | Polvo: O castigado, através da consequência escolhida por Natália durante o Jogo da Discórdia, é obrigado a andar com uma cabeça de polvo até segunda ordem. | [ 49 ] |

### Poder do Não
| Semana | Poder do Não        | Total de vetos | Participantes vetados      | Ref.   |
| ------ | ------------------- | -------------- | -------------------------- | ------ |
| 2      | Douglas             | 3              | Bárbara, Eliezer e Rodrigo | [ 50 ] |
| 6      | Recomendação médica | 1              | Larissa                    | [ 51 ] |
| 6      | Divisão de duplas   | 1              | Tiago                      | [ 52 ] |
| 7      | Paulo André         | 2              | Jessilane e Linn           | [ 53 ] |
| 8      | Scooby              | 1              | Eliezer                    | [ 54 ] |

### Big Fone
O Big Fone é uma dinâmica que dá uma ordem e a pessoa que atendeu deve segui-la.
| Semana | Mensagem                                                                                      | Ref.   |
| ------ | --------------------------------------------------------------------------------------------- | ------ |
| 5      | Quem atender (Bruna) deve indicar um participante ao Paredão (Gustavo), exceto o Líder Lucas. | [ 55 ] |
| 7      | Quem atender está no Paredão (Jade) e deve indicar mais um participante à berlinda (Arthur).  | [ 56 ] |

## Recordes
O Paredão entre Arthur Aguiar, Jade Picon e Jessilane no dia 8 de março, teve 3,5 milhões de votos por minuto, virou assunto nacional e teve um total de 698.199.078 votos. Acabou com a eliminação da influenciadora Jade Picon com 84,93% dos votos. Jessilane recebeu 13,3% e Arthur, 1,77%.
A votação entre Arthur Aguiar, Paulo André Camilo e Douglas Silva para definir o campeão do Big Brother Brasil 22 é a maior votação em uma final na história do reality, com 751.366.679 milhões de votos. Durante o programa, o apresentador Tadeu Schmidt revelou aos participantes que o recorde de votos já havia superado o da edição anterior, quando a participante Juliette Freire ganhou 90,15% de 633.284.707 milhões de votos, terceira disputa com maior número de todas as edições. No ranking geral de votos da história do programa, a decisão do BBB 22 ocupa o 2º lugar, ficando atrás apenas do Paredão do Big Brother Brasil 20 entre Manu Gavassi, Felipe Prior e Mari Gonzalez, que chegou à marca de 1,5 bilhão de votos e entrou para o Guinness World Records, como a maior votação popular em um reality show a nível internacional.

## Shows e participações especiais
| Data                    | Artista/Banda           | Tema                                                                               | Ref.   |
| ----------------------- | ----------------------- | ---------------------------------------------------------------------------------- | ------ |
| 22 de janeiro de 2022   | Alok                    | Festa Open House                                                                   | [ 62 ] |
| 28 de janeiro de 2022   | Neymar                  | Ação especial: Above (participação transmitida por telão aos participantes)        | [ 63 ] |
| 28 de janeiro de 2022   | Ferrugem                | Festa Boteco da Above                                                              | [ 64 ] |
| 31 de janeiro de 2022   | Preta Gil               | Ação especial: C&A (participação transmitida por telão aos participantes)          | [ 65 ] |
| 8 de fevereiro de 2022  | Fátima Bernardes        | Ação especial: Seara (participação transmitida por telão aos participantes)        | [ 66 ] |
| 11 de fevereiro de 2022 | Alok                    | Ação especial: Chilli Beans (participação transmitida por telão aos participantes) | [ 67 ] |
| 19 de fevereiro de 2022 | Thiaguinho              | Festa Uma Noite na Americanas                                                      | [ 68 ] |
| 22 de fevereiro de 2022 | Zeca Pagodinho          | Ação especial: Piraquê (participação transmitida por telão aos participantes)      | [ 69 ] |
| 26 de fevereiro de 2022 | Banda Eva               | Festa Engov After                                                                  | [ 70 ] |
| 26 de fevereiro de 2022 | Lexa                    | Festa Engov After                                                                  | [ 70 ] |
| 26 de fevereiro de 2022 | Mateus Carrilho         | Festa Engov After                                                                  | [ 70 ] |
| 28 de fevereiro de 2022 | Beija-Flor de Nilópolis | Ação especial: Escola de Samba                                                     | [ 71 ] |
| 4 de março de 2022      | Gloria Groove           | Festa Avon                                                                         | [ 72 ] |
| 4 de março de 2022      | Pedro Sampaio           | Festa Avon                                                                         | [ 72 ] |
| 8 de março de 2022      | Marta                   | Ação especial: Avon (participação transmitida por telão aos participantes)         | [ 73 ] |
| 10 de março de 2022     | Ana Clara               | Ação especial: Trollagem como Dummy                                                | [ 74 ] |
| 12 de março de 2022     | Liniker                 | Festa Pantene                                                                      | [ 75 ] |
| 12 de março de 2022     | Luísa Sonza             | Festa Pantene                                                                      | [ 75 ] |
| 2 de abril de 2022      | Alexandre Pires         | Festa Apê                                                                          | [ 76 ] |
| 2 de abril de 2022      | Seu Jorge               | Festa Apê                                                                          | [ 76 ] |
| 9 de abril de 2022      | Ludmilla                | Festa C&A                                                                          | [ 77 ] |
| 14 de abril de 2022     | Luan Santana            | Festa TikTok                                                                       | [ 78 ] |
| 14 de abril de 2022     | L7nnon                  | Festa TikTok                                                                       | [ 78 ] |
| 14 de abril de 2022     | Filipe Ret              | Festa TikTok                                                                       | [ 78 ] |
| 14 de abril de 2022     | Matheus Fernandes       | Festa TikTok                                                                       | [ 78 ] |
| 14 de abril de 2022     | Mari Fernandez          | Festa TikTok                                                                       | [ 78 ] |
| 16 de abril de 2022     | Menos é Mais            | Festa Óticas Carol                                                                 | [ 79 ] |
| 16 de abril de 2022     | Jorge Aragão            | Festa Óticas Carol                                                                 | [ 79 ] |
| 20 de abril de 2022     | Mumuzinho               | Festa Passei Direto                                                                | [ 80 ] |
| 20 de abril de 2022     | Kevin o Chris           | Festa Passei Direto                                                                | [ 80 ] |
| 21 de abril de 2022     | Boninho                 | Ação especial: TV Globo                                                            | [ 81 ] |
| 23 de abril de 2022     | Jack Johnson            | Festa Memórias (shows transmitidos por telão aos participantes)                    | [ 82 ] |
| 23 de abril de 2022     | Felipe Araújo           | Festa Memórias (shows transmitidos por telão aos participantes)                    | [ 82 ] |
| 23 de abril de 2022     | Melim                   | Festa Memórias (shows transmitidos por telão aos participantes)                    | [ 82 ] |
| 23 de abril de 2022     | Di Ferrero              | Festa Memórias (shows transmitidos por telão aos participantes)                    | [ 82 ] |
| 23 de abril de 2022     | Paula Fernandes         | Festa Memórias (shows transmitidos por telão aos participantes)                    | [ 82 ] |
| 23 de abril de 2022     | Marcynho Sensação       | Festa Memórias (shows transmitidos por telão aos participantes)                    | [ 82 ] |
| 23 de abril de 2022     | Vitor Fernandes         | Festa Memórias (shows transmitidos por telão aos participantes)                    | [ 82 ] |
| 23 de abril de 2022     | Tarcísio do Acordeon    | Festa Memórias (shows transmitidos por telão aos participantes)                    | [ 82 ] |
| 26 de abril de 2022     | Léo Santana             | Final                                                                              | [ 83 ] |
| 26 de abril de 2022     | Xamã                    | Final                                                                              | [ 83 ] |
| 26 de abril de 2022     | Matheus & Kauan         | Final                                                                              | [ 83 ] |
| 26 de abril de 2022     | Jão                     | Final                                                                              | [ 83 ] |
| 26 de abril de 2022     | Paulo Ricardo           | Final                                                                              | [ 83 ] |
| 26 de abril de 2022     | Naiara Azevedo          | Final                                                                              | [ 83 ] |
| 26 de abril de 2022     | Linn da Quebrada        | Final                                                                              | [ 83 ] |
| 26 de abril de 2022     | Maria Bomani            | Final                                                                              | [ 83 ] |

## Controvérsias

### Romantização da escravidão
Em 18 de janeiro de 2022, a participante Natália Deodato gerou discussão nas redes sociais após uma declaração sobre a escravidão no Brasil. Em uma conversa, a modelo tentou justificar o fato e foi acusada de romantizar a história dos cativos. Na ocasião, ela disse que pessoas pretas foram feitas escravas porque eram “eficientes”. “A gente era forte, a gente era bom no que a gente fazia. Por isso, porque talvez se colocasse uma pessoa lá pra fazer aquilo, talvez não conseguiria”, disse, gerando revolta por parte dos internautas.
Após a repercussão, os administradores das redes sociais de Natália pediram desculpas e afirmaram que ela “irá refletir sobre sua trajetória dentro da casa e aprender com seus erros”.

### Acusações de transfobia

#### Rodrigo Mussi
Na madrugada de 21 de janeiro de 2022, durante uma conversa com Vinicius Sousa e Maria Andrade, o participante Rodrigo Mussi disse a seguinte fala: “Eli, estou tentando dormir, mas estou lembrando do pinto do 'traveco' que você ficou com medo”, se referindo uma travesti dita por Eliezer. Após a fala, ele foi repreendido pelos seus colegas, chegando a pedir desculpas. Porém, o acontecimento acabou deixando o candidato com insônia, levando ele a ir até o jardim, desabafar com outros brothers. “Ruim ter o sentimento de ter ofendido alguém. Na minha bolha, se fala desse jeito. Eu achava que traveco e travesti eram a mesma coisa“, explicou.
No dia seguinte, durante o Raio-X, Rodrigo declarou que aquele tinha sido o dia em que ele mais aprendeu com seus erros. Na sequência, ele procurou Linn, explicando a sua situação e pedindo novamente desculpas. A sister respondeu com: “(...) você mesmo, sentindo que essa é uma palavra que realmente é ofensiva, porque ela realmente é, e acho que principalmente quando vem desse lugar dos ‘normais’ para se referir a nós é ofensivo, é realmente ofensivo. Daí, é não usar essa palavra mais pra fazer isso. Nem denegrir é legal”.
Nas redes sociais, o caso repercutiu bastante, principalmente na plataforma Twitter, onde Rodrigo foi criticado por anônimos e famosos. A equipe de social média do participante soltou um comunicado o repreendendo, que dizia "O Rodrigo teve uma fala infeliz e errada nessa madrugada onde ele usa 'traveco'. Viemos por meio deste comunicado, pedir desculpas pela fala do Rodrigo e relembrar que esse TERMO é ofensivo e jamais deve ser usado para se referir a qualquer pessoa trans ou travesti (...)".
Durante a exibição da temporada, outros participantes tiveram atitudes semelhantes, se referindo a Linn como "ele", como Eslovênia Marques, Pedro Scooby e Naiara Azevedo.

#### Laís Caldas
No dia 22 de janeiro de 2022, foi enviado um recado direcionado à Linn no sistema de mensagens "Torpedo Anônimo", com tratamento pelo gênero masculino, gerando nova controvérsia. Nas redes sociais, o caso também teve forte repercussão. Os participantes Maria e Pedro Scooby foram apontados como possíveis autores da mensagem, porém, na edição do programa, exibida no mesmo dia, foi revelado que a autora do torpedo era Laís Caldas, do grupo pipoca.
Apesar disso, a edição também mostrou que o intuito de Laís era apenas fazer uma brincadeira parafraseando uma frase de Linn feita no dia em que a mesma entrou na casa, onde perguntou à maioria dos brothers se estes estavam solteiros.

#### Eslovênia Marques
No dia 20 de janeiro de 2022, durante uma refeição entre os demais participantes, a participante do grupo Pipoca, Eslovênia Marques, cometeu uma gafe ao referir a Linn da Quebrada como "ele" ao invés de "ela", na qual prefere ser chamada. A participante também comentou a gafe com Lucas Bissoli: "Ela me corrigiu na hora".
No dia 22 de janeiro de 2022, durante a primeira festa do BBB22, em uma conversa com a cantora, Eslovênia soltou "Aqui não, amigo", se corrigindo rapidamente e gritando um "amiga", dando mais ênfase ao "a". Linn acabou alertando Eslovênia sobre o caso: "Amiga, não dá para ficar mais errando".
No dia 25 de fevereiro de 2022, durante a prova do líder PicPay, Eslovênia, que fazia dupla com Linn, referiu-se a ela no pronome masculino, ao pedir para que Linn passasse as peças de forma correta para encaixar nos pinos, "Amigo, tu tem que me dar o lado certinho", disse a modelo.

### Tiago Abravanel

#### Críticas ao entretenimento
Com seus discursos “contra” o jogo e o entretenimento clássico de um reality show, o participante Tiago Abravanel fez com que muitos fãs do reality reagissem de maneira negativa a sugestão do brother em promover uma "revolução contra o entretenimento", que, além de evitar conflitos para si, trabalha para que as pessoas a sua volta estejam em harmonia. Os seguidores questionaram o porquê do ator aceitar o convite para o reality se não se dispõe a jogar de igual para igual com outros participantes.
Para Abravanel, o reality não precisa de brigas para ser interessante, chegando a sugerir que os demais participantes boicotassem o Jogo da Discórdia, na intenção de poupar Naiara Azevedo de ataques e também para evitar mais conflitos. “O mundo já está podre demais, aí a gente lidar com a podridão do mundo é tão nojento, então a gente vê que tá podre, então vamos limpar com respeito, com amor, com transformação”, o participante declarou que, se isso não valer a pena, ele não fará o que o público quer. “Se isso não é o suficiente para o entretenimento eu não vou me sujar para dar entretimento para as pessoas de maneira cruel”, afirmou Tiago. Por conta disso, a hashtag #ForaTiagoAbravanel ficou entre os assuntos mais comentados nas redes sociais, com pedidos para que o participante seja eliminado.

#### Desclassificação ao apertar o Botão da Desistência
No dia 24 de fevereiro, durante a Prova do Líder da semana, Tiago acabou ficando sem nenhuma dupla para a disputa, e acabou vetado. Na madrugada de 27 de fevereiro, o ator descobriu que a casa estava combinando votos para colocá-lo no paredão. Isso tudo deixou Abravanel com sensação de solidão. “Eu acho que essa semana eu vou pelo quarto deles. E aí eu acho que a minha relação com eles é muito maior do que a relação deles com o DG, por exemplo. Posso estar enganado? Posso estar enganado. Mas, eu acho que, nesse caso, estrategicamente, é mais fácil me mandar”, disse o brother.
Na tarde do dia 27 de fevereiro, Tiago decidiu apertar o "Botão da Desistência", botão incluido na casa nesta edição para facilitar o procedimento de desistência do programa. O brother estava sozinho no momento, a maioria dos outros participantes estava dormindo e Pedro Scooby, Douglas Silva, Paulo André Camilo e Gustavo Marsengo estavam no Almoço do Anjo.
A sua saída foi avisada para os outros candidatos pela direção poucos minutos depois. Arthur Aguiar, Linn da Quebrada e Larissa Tomásia chegaram a  se culpar pela saída de Tiago. "Eu poderia ter feito algo para impedir, estava aqui na sala", disse Linn. Laís Caldas comunicou os que estavam fora da casa, que ficaram em choque.
Por conta de sua desistência, Tiago foi removido da abertura permanentemente. Porém, foi chamado para o especial BBB - Dia 101.

### Falta de respeito com Tadeu Schmidt
Durante a exibição da temporada, aconteceram situações onde os participantes agiram de maneira desrespeitosa com o apresentador novato Tadeu Schmidt. O caso que mais movimentou as redes sociais aconteceu em 31 de janeiro de 2022, durante o Jogo da Discórdia, com os participantes Douglas Silva, Tiago Abravanel e Vinicius de Sousa. 
Durante a sua vez de falar no jogo, Tiago disse "(...) pra mim, (o BBB) é um jogo que vem a partir das relações. Quanto mais você conseguir abrir isso pra todo mundo sentir quem você é, sem medo de você se comprometer, mais você vai se conectar com as pessoas”. Logo em seguida, Schmidt o corrigiu dizendo que "Acima de todas as convicções e conclusões estamos em um jogo e vamos continuar jogando". Abravanel respondeu, em tom rude, que concordava, mas que ainda achava que ali era um jogo de relações.
Na mesma noite, Vinicius estava em sua hora de participar, quando Tadeu o perguntou se a plaquinha que o candidato segurava em sua mão, seria usada por ele no jogo. Sousa respondeu "Vou, obviamente, estou com ela na minha mão”. Na sequência, após o apresentador pedir para Douglas repetir uma fala anterior, o ator repetiu e finalizou com "Mais alguma coisa?....F#da-se".
Ambas as atitudes geraram grande controvérsia nas redes sociais. Personalidades como Gil do Vigor, Tati Quebra Barraco, Lucas Selfie e Ana Paula Renault, além de dezenas de anônimos, criticaram os brothers.

### Acusações de racismo

#### Laís Caldas e Eslovênia Marques
No dia 30 de janeiro de 2022, minutos antes do programa ao vivo começar, Laís e Eslovênia protagonizaram uma cena polêmica no BBB22. As participantes, aparentemente, imitaram macacos segundos depois de comentarem suas diferenças com Natália.
Elas estavam conversando com Bárbara e Maria no banheiro, quando a pernambucana declarou que poderia votar em Natália – que estava na cabine do cômodo. A médica, então, sinaliza que o alvo de sua aliada está na cabine reservada. Depois da pequena gafe, Laís começou a andar pela casa, aparentemente, imitando um macaco. Eslôvenia fez o mesmo. Todas riram da situação. Logo em seguida, após sair do reservado, Natália diz: “Ah, Deus, me dá força!”
Nas redes sociais, o momento repercutiu e internautas acusaram as sisters de racismo.
Durante a edição, a Globo não havia exibido o ocorrido, mas ele voltou a tona após Gustavo e Larissa, moradores da casa de vidro, revelarem a polêmica aos brothers, com isso a emissora exibiu o momento em 13 de fevereiro.

#### Bárbara Heck
Na madrugada de 8 de fevereiro, durante uma conversa no quarto do Líder, Bárbara quase utilizou uma expressão racista ao referir-se a Douglas Silva, mencionando "samba do crioulo doi", interrompendo a frase antes da conclusão. Ela reconheceu o caráter racista da expressão e pediu desculpas.. Após a repercussão entre espectadores, a equipe das redes sociais de Bárbara lamentou a atitude, pedindo desculpas, especialmente a Douglas Silva e sua família.

### Agressão infantil
Em 2 de fevereiro, Pedro Scooby admitiu ter dado um tapa em seu filho mais velho após receber uma resposta atravessada. Scooby descreveu a ação como uma reação impulsiva, mencionando que a bochecha do filho ficou vermelha. O diálogo gerou repercussão negativa nas redes sociais, especialmente entre especialistas.

### Expulsão de Maria
Maria causou polêmica nas redes sociais durante o jogo da discórdia em 7 de fevereiro, ao colocar uma placa da dinâmica na testa de Arthur Aguiar de forma brusca. Na semana seguinte, ela atingiu Natália Deodato com um balde durante a dinâmica, causando novamente reações negativas nas redes sociais. Após uma conversa com Vinicius Sousa, Maria admitiu agressividade e lamentou suas ações.
A repercussão levou a pedidos de expulsão de Maria, com empresas patrocinadoras pressionando pela sua saída. Após reavaliação das imagens, Maria foi expulsa do programa por agressão. Seu nome permaneceu entre os tópicos mais comentados, e a edição do programa do dia mostrou sua saída com um VT dedicado à atriz.

### Acusação de assédio

#### Eliezer do Carmo
Durante a festa do líder em 3 de março de 2022, uma cena na piscina entre Eliezer do Carmo e Jessilane Alves gerou polêmica. Eliezer perseguiu Jessilane na piscina, enquanto ela pedia que ele parasse. A produção do BBB interveio, enviando um alerta de advertência para Eliezer, que parou imediatamente. Os internautas consideraram a atitude como assédio, levando a hashtag "ASSEDIO NO BBB" aos assuntos mais comentados no Twitter. A equipe de Jessilane se pronunciou, enfatizando a importância do respeito aos limites e criticando a invasão do espaço e privacidade da participante.

#### Vinicius de Sousa
No dia 8 de março, enquanto tirava fotos para o Feed BBB, Vinicius tentou filmar a área das partes íntimas do participante Eliezer. No entanto, a atitude não foi bem vista pela produção, que lhe deu uma advertência. Na sala, Vinicius se aproximou do pênis de Eliezer com o celular em mãos e a câmera ligada. Era possível ver o ângulo da filmagem do participante no telão do cômodo. Eliezer cobriu suas partes com as mãos e Vinicius repetidas vezes pedia para tirar. A atitude de assédio revoltou internautas ao comentarem o episódio.

### Acusação de gaslighting
Após a formação do paredão em 20 de março, Laís Caldas expressou sentir-se diminuída pelas falas de Arthur Aguiar contra ela, sugerindo possíveis sinais de gaslighting. Laís destacou que se sente desvalorizada quando Arthur alega que ela não compreende o que está dizendo. Em resposta, Eslovênia Marques sugeriu que Arthur pode pensar que Laís interpreta e distorce suas palavras. Laís argumentou que ambos podem interpretar, e não há certo ou errado, mencionando que suas ações não são apenas para o público ao vivo, mas também ocorrem na casa.

## Participantes
A lista com 20 participantes oficiais foi divulgada no dia 14 de janeiro de 2022, durante os intervalos da programação da TV Globo e no gshow. Os participantes Arthur Aguiar, Jade Picon e Linn da Quebrada entraram na casa três dias depois do restante dos participantes por terem testado positivo para COVID-19 durante o pré-confinamento. Em 13 de fevereiro de 2022, Gustavo Marsengo e Larissa Tomásia ganharam as duas últimas vagas do programa ao serem selecionados pelo público para entrarem como participantes oficiais da edição após a dinâmica da Casa de Vidro.
A participante Maria foi expulsa do programa no dia 15 de fevereiro de 2022, após 30 dias confinada. O participante Tiago Abravanel desistiu do programa no dia 27 de fevereiro de 2022, após 42 dias confinado.
As informações referentes à ocupação dos participantes estão de acordo com o momento em que ingressaram no programa.
| Participante                               | Idade      | Ocupação                                           | Origem                           | Resultado                               | Ref.    |
| ------------------------------------------ | ---------- | -------------------------------------------------- | -------------------------------- | --------------------------------------- | ------- |
| Arthur Queiroga Bandeira de Aguiar         | 03/03/1989 | Ator e cantor                                      | Rio de Janeiro, Rio de Janeiro   | Vencedor em 26 de abril de 2022         | [ 127 ] |
| Paulo André Camilo de Oliveira             | 20/08/1998 | Atleta olímpico                                    | Santo André, São Paulo           | 2º lugar em 26 de abril de 2022         | [ 128 ] |
| Douglas Silva                              | 27/09/1988 | Ator                                               | Rio de Janeiro, Rio de Janeiro   | 3º lugar em 26 de abril de 2022         | [ 129 ] |
| Eliezer do Carmo Neto                      | 23/01/1990 | Designer e empresário                              | Volta Redonda, Rio de Janeiro    | 17º eliminado em 24 de abril de 2022    | [ 130 ] |
| Pedro Henrique Mota Vianna (Scooby)        | 10/08/1988 | Surfista                                           | Rio de Janeiro, Rio de Janeiro   | 16º eliminado em 21 de abril de 2022    | [ 131 ] |
| Gustavo Batista Marsengo                   | 13/07/1990 | Bacharel em direito                                | Curitiba, Paraná                 | 15º eliminado em 19 de abril de 2022    | [ 132 ] |
| Jessilane Alves de Souza                   | 28/11/1995 | Bióloga e professora de biologia                   | Bom Jesus da Lapa, Bahia         | 14ª eliminada em 17 de abril de 2022    | [ 133 ] |
| Natália Rocha de Oliveira Deodato          | 12/01/2000 | Modelo e designer de unhas                         | Sabará, Minas Gerais             | 13ª eliminada em 12 de abril de 2022    | [ 134 ] |
| Lina Pereira dos Santos (Linn da Quebrada) | 18/07/1990 | Cantora e atriz                                    | São Paulo, São Paulo             | 12ª eliminada em 10 de abril de 2022    | [ 135 ] |
| Eslovênia Marques de Lima                  | 17/11/1996 | Estudante de marketing e modelo                    | João Pessoa, Paraíba             | 11ª eliminada em 3 de abril de 2022     | [ 136 ] |
| Lucas Bissoli Garcia                       | 07/05/1990 | Engenheiro e estudante de medicina                 | Vila Velha, Espírito Santo       | 10º eliminado em 29 de março de 2022    | [ 137 ] |
| Laís Rodrigues Caldas                      | 18/11/1991 | Médica                                             | Crixás, Goiás                    | 9ª eliminada em 22 de março de 2022     | [ 138 ] |
| Marcus Vinicius Fernandes de Sousa         | 27/01/1998 | Bacharel em direito                                | Juazeiro do Norte, Ceará         | 8º eliminado em 15 de março de 2022     | [ 139 ] |
| Jade Picon Froes                           | 24/09/2001 | Empresária e influenciadora digital                | São Paulo, São Paulo             | 7ª eliminada em 8 de março de 2022      | [ 140 ] |
| Larissa Tomásia Arruda                     | 16/06/1996 | Coordenadora de marketing e influenciadora digital | Limoeiro, Pernambuco             | 6ª eliminada em 1 de março de 2022      | [ 141 ] |
| Tiago Donato Abravanel Corte Gomes         | 21/10/1987 | Ator e apresentador                                | São Paulo, São Paulo             | Desistente em 27 de fevereiro de 2022   | [ 142 ] |
| Bruna Gonçalves Coelho Oliveira (Brunna)   | 16/12/1991 | Bailarina e influenciadora digital                 | Nilópolis, Rio de Janeiro        | 5ª eliminada em 22 de fevereiro de 2022 | [ 143 ] |
| Bárbara Heck                               | 13/07/1992 | Relações públicas e modelo                         | Novo Hamburgo, Rio Grande do Sul | 4ª eliminada em 15 de fevereiro de 2022 | [ 144 ] |
| Vitória Nascimento Câmara (Maria)          | 18/07/2000 | Atriz e cantora                                    | Rio de Janeiro, Rio de Janeiro   | Expulsa em 15 de fevereiro de 2022      | [ 145 ] |
| Naiara de Fátima Azevedo                   | 30/10/1989 | Cantora                                            | Campo Mourão, Paraná             | 3ª eliminada em 8 de fevereiro de 2022  | [ 146 ] |
| Rodrigo Abrão de Carvalho Mussi Ivo        | 20/09/1985 | Gerente comercial                                  | São José dos Campos, São Paulo   | 2º eliminado em 1 de fevereiro de 2022  | [ 147 ] |
| Luciano Estevan Neto da Conceição          | 29/06/1993 | Ator e bailarino                                   | Florianópolis, Santa Catarina    | 1º eliminado em 25 de janeiro de 2022   | [ 148 ] |

## Histórico
|                          |                          | Semana 1                     | Semana 2                       | Semana 3                     | Semana 3                     | Semana 4                                 | Semana 4                     | Semana 5                              | Semana 6                     | Semana 7                       | Semana 8                      | Semana 9                    | Semana 9                    | Semana 10                       | Semana 11                       | Semana 11                      | Semana 12                    | Semana 12                       | Semana 13                        | Semana 13                       | Semana 14                    | Semana 14                    | Semana 14                      | Votos recebidos |
| Votação aberta           | Confessionário           | Semana 1                     | Semana 2                       | Casa de Vidro                | Dia 28                       | Dia 60                                   | Dia 63                       | Semana 5                              | Semana 6                     | Semana 7                       | Semana 8                      | Dia 75                      | Dia 77                      | Semana 10                       | Dia 82                          | Dia 84                         | Dia 89                       | Dia 91                          | Dia 93                           | Dia 96                          | Final                        |                              |                                | Votos recebidos |
| ------------------------ | ------------------------ | ---------------------------- | ------------------------------ | ---------------------------- | ---------------------------- | ---------------------------------------- | ---------------------------- | ------------------------------------- | ---------------------------- | ------------------------------ | ----------------------------- | --------------------------- | --------------------------- | ------------------------------- | ------------------------------- | ------------------------------ | ---------------------------- | ------------------------------- | -------------------------------- | ------------------------------- | ---------------------------- | ---------------------------- | ------------------------------ | --------------- |
| Líder                    | Líder                    | Douglas                      | Tiago                          | Jade                         | Jade                         | (nenhum)                                 | Jade                         | Lucas                                 | Paulo André                  | Scooby                         | Lucas                         | Arthur                      | Arthur                      | Linn                            | Gustavo                         | Paulo André                    | Douglas                      | Eliezer                         | Gustavo                          | Scooby                          | Paulo André                  | (nenhum)                     | (nenhum)                       |                 |
| Anjo                     | Anjo                     | Rodrigo                      | Rodrigo                        | Bárbara                      | Bárbara                      | (nenhum)                                 | Paulo André Scooby           | Arthur                                | Douglas                      | Arthur                         | Arthur                        | Lucas                       | Lucas                       | Paulo André                     | Jessilane                       | (nenhum)                       | Scooby                       | (nenhum)                        | (nenhum)                         | (nenhum)                        | (nenhum)                     | (nenhum)                     | (nenhum)                       |                 |
| Imunizado                | Imunizado                | Rodrigo                      | Eliezer                        | Bárbara Laís                 | Bárbara Laís                 | (nenhum)                                 | Douglas Paulo André          | Natália                               | Gustavo                      | Paulo André                    | Paulo André                   | Eslovênia                   | Eslovênia                   | Arthur                          | Jessilane                       | (nenhum)                       | Paulo André                  | (nenhum)                        | (nenhum)                         | (nenhum)                        | (nenhum)                     | (nenhum)                     | (nenhum)                       |                 |
| Big Fone                 | Big Fone                 | (nenhum)                     | (nenhum)                       | (nenhum)                     | (nenhum)                     | (nenhum)                                 | (nenhum)                     | Brunna                                | (nenhum)                     | Jade                           | (nenhum)                      | (nenhum)                    | (nenhum)                    | (nenhum)                        | (nenhum)                        | (nenhum)                       | (nenhum)                     | (nenhum)                        | (nenhum)                         | (nenhum)                        | (nenhum)                     | (nenhum)                     | (nenhum)                       |                 |
| Indicado (Big Fone)      | Indicado (Big Fone)      | (nenhum)                     | (nenhum)                       | (nenhum)                     | (nenhum)                     | (nenhum)                                 | (nenhum)                     | Gustavo                               | (nenhum)                     | Arthur Jade                    | (nenhum)                      | (nenhum)                    | (nenhum)                    | (nenhum)                        | (nenhum)                        | (nenhum)                       | (nenhum)                     | (nenhum)                        | (nenhum)                         | (nenhum)                        | (nenhum)                     | Arthur Douglas Eliezer       | (nenhum)                       |                 |
| Indicado (Contragolpe)   | Indicado (Contragolpe)   | Luciano                      | (nenhum)                       | (nenhum)                     | (nenhum)                     | (nenhum)                                 | Bárbara Laís                 | (nenhum)                              | (nenhum)                     | (nenhum)                       | Vinicius                      | Douglas                     | Douglas                     | Eliezer                         | (nenhum)                        | Gustavo                        | Gustavo                      | (nenhum)                        | Douglas                          | Paulo André                     | (nenhum)                     | Arthur Douglas Eliezer       | (nenhum)                       |                 |
| Indicado (Líder)         | Indicado (Líder)         | Naiara                       | Rodrigo                        | Arthur                       | Arthur                       | (nenhum)                                 | Arthur                       | Brunna                                | Linn                         | Jessilane                      | Scooby                        | Laís                        | Laís                        | Paulo André                     | Eslovênia Paulo André           | Linn                           | Linn                         | Paulo André                     | Eliezer Jessilane                | Eliezer                         | Eliezer                      | Arthur Douglas Eliezer       | (nenhum)                       |                 |
| Indicado (Casa)          | Indicado (Casa)          | Jade Natália                 | Jessilane                      | Lucas                        | Douglas                      | (nenhum)                                 | Natália                      | Eliezer Jessilane Paulo André         | Larissa                      | Gustavo                        | Douglas                       | Gustavo                     | Eliezer                     | Lucas Scooby                    | Douglas                         | Eliezer                        | Eliezer                      | Natália                         | Arthur                           | Gustavo                         | Scooby                       | Arthur Douglas Eliezer       | (nenhum)                       |                 |
| Bate e Volta (Indicados) | Bate e Volta (Indicados) | Jade Luciano Natália         | Douglas Jessilane Natália      | Douglas Lucas Naiara         | Douglas Lucas Naiara         | (nenhum)                                 | Bárbara Laís Natália         | Eliezer Gustavo Jessilane Paulo André | Arthur Larissa Lucas         | Arthur Gustavo Jade            | Douglas Gustavo Vinicius      | Douglas Eliezer Gustavo     | Douglas Eliezer Gustavo     | Eliezer Lucas Scooby            | (nenhum)                        | (nenhum)                       | (nenhum)                     | (nenhum)                        | (nenhum)                         | (nenhum)                        | (nenhum)                     | (nenhum)                     | (nenhum)                       |                 |
| Bate e Volta (Salvo)     | Bate e Volta (Salvo)     | Jade                         | Douglas                        | Lucas                        | Lucas                        | (nenhum)                                 | Laís                         | Eliezer Jessilane                     | Lucas                        | Gustavo                        | Douglas                       | Gustavo                     | Gustavo                     | Eliezer                         | (nenhum)                        | (nenhum)                       | (nenhum)                     | (nenhum)                        | (nenhum)                         | (nenhum)                        | (nenhum)                     | (nenhum)                     | (nenhum)                       |                 |
|                          |                          |                              |                                |                              |                              |                                          |                              |                                       |                              |                                |                               |                             |                             |                                 |                                 |                                |                              |                                 |                                  |                                 |                              |                              |                                |                 |
|                          | Arthur                   | Natália Brunna               | Jessilane                      | Não elegível                 | Maria                        | Casa BBB                                 | Laís                         | Laís                                  | Larissa (x0,5)               | Laís                           | Laís                          | Líder                       | Líder                       | Lucas                           | Linn                            | Eliezer                        | Scooby (para salvar)         | Natália                         | Douglas                          | Gustavo                         | Scooby                       | Paredão                      | Vencedor (Dia 100)             | 15              |
|                          | Paulo André              | Jessilane Brunna             | Jessilane                      | Maria                        | Não elegível                 | Casa BBB                                 | Linn                         | Eliezer                               | Larissa                      | Eliezer                        | Eliezer                       | Não elegível                | Eliezer                     | Lucas                           | Linn                            | Eliezer                        | Gustavo (para salvar)        | Natália                         | Arthur                           | Gustavo                         | Líder                        | Finalista                    | 2º lugar (Dia 100)             | 21              |
|                          | Douglas                  | Jade Natália                 | Bárbara                        | Vinicius                     | Não elegível                 | Casa BBB                                 | Laís                         | Laís                                  | Vinicius (x0,5)              | Eliezer                        | Linn                          | Não elegível                | Eliezer                     | Lucas                           | Linn                            | Eliezer                        | Líder                        | Natália                         | Arthur                           | Gustavo                         | Scooby                       | Paredão                      | 3º lugar (Dia 100)             | 25              |
|                          | Eliezer                  | Scooby Natália               | Jessilane                      | Scooby                       | Não elegível                 | Casa BBB                                 | Natália                      | Jessilane                             | Jessilane (x0,5)             | Gustavo                        | Douglas                       | Não elegível                | Paulo André                 | Lucas                           | Douglas                         | Scooby                         | Natália (para salvar)        | Líder                           | Douglas                          | Gustavo                         | Scooby                       | Paredão                      | Eliminado (Dia 98)             | 29              |
|                          | Scooby                   | Jessilane Eliezer            | Vinicius                       | Linn                         | Não elegível                 | Casa BBB                                 | Linn                         | Eliezer                               | Larissa (x2)                 | Líder                          | Eliezer                       | Não elegível                | Eliezer                     | Lucas                           | Linn                            | Eliezer                        | Arthur (para salvar)         | Natália                         | Arthur                           | Líder                           | Arthur                       | Eliminado (Dia 95)           | Eliminado (Dia 95)             | 24              |
|                          | Gustavo                  | Ausente                      | Ausente                        | Ausente                      | Ausente                      | Casa de Vidro                            | Brunna (x0,5)                | Eliezer                               | Vinicius (x0,5)              | Eliezer                        | Eliezer                       | Não elegível                | Eliezer                     | Lucas                           | Líder                           | Eliezer                        | Scooby (para salvar)         | Natália                         | Arthur                           | Paulo André                     | Eliminado (Dia 93)           | Eliminado (Dia 93)           | Eliminado (Dia 93)             | 24              |
|                          | Jessilane                | Scooby Paulo André           | Jade                           | Não elegível                 | Paulo André                  | Casa BBB                                 | Scooby                       | Paulo André                           | Eslovênia (x0,5)             | Eliezer                        | Eliezer                       | Não elegível                | Eliezer                     | Scooby                          | Douglas                         | Scooby                         | Natália (para salvar)        | Gustavo                         | Douglas                          | Eliminada (Dia 91)              | Eliminada (Dia 91)           | Eliminada (Dia 91)           | Eliminada (Dia 91)             | 20              |
|                          | Natália                  | Jade Scooby                  | Paulo André                    | Maria                        | Não elegível                 | Casa BBB                                 | Laís                         | Paulo André                           | Eslovênia (x0,5)             | Gustavo                        | Arthur                        | Não elegível                | Paulo André                 | Scooby                          | Douglas                         | Scooby                         | Jessilane (para salvar)      | Gustavo                         | Eliminada (Dia 86)               | Eliminada (Dia 86)              | Eliminada (Dia 86)           | Eliminada (Dia 86)           | Eliminada (Dia 86)             | 24              |
|                          | Linn                     | Lucas Jade                   | Paulo André                    | Não elegível                 | Paulo André                  | Casa BBB                                 | Scooby                       | Paulo André                           | Douglas (x0,5)               | Gustavo                        | Douglas                       | Não elegível                | Paulo André                 | Líder                           | Douglas                         | Scooby                         | Natália (para salvar)        | Eliminada (Dia 84)              | Eliminada (Dia 84)               | Eliminada (Dia 84)              | Eliminada (Dia 84)           | Eliminada (Dia 84)           | Eliminada (Dia 84)             | 11              |
|                          | Eslovênia                | Jessilane Natália            | Jessilane                      | Não elegível                 | Douglas                      | Casa BBB                                 | Natália                      | Jessilane                             | Douglas (x0,5)               | Gustavo                        | Douglas                       | Não elegível                | Paulo André                 | Douglas                         | Douglas                         | Eliminada (Dia 77)             | Eliminada (Dia 77)           | Eliminada (Dia 77)              | Eliminada (Dia 77)               | Eliminada (Dia 77)              | Eliminada (Dia 77)           | Eliminada (Dia 77)           | Eliminada (Dia 77)             | 3               |
|                          | Lucas                    | Brunna Scooby                | Brunna                         | Não elegível                 | Tiago                        | Casa BBB                                 | Tiago                        | Líder                                 | Larissa (x0,5)               | Eliezer                        | Líder                         | Não elegível                | Eliezer                     | Eliezer                         | Eliminado (Dia 72)              | Eliminado (Dia 72)             | Eliminado (Dia 72)           | Eliminado (Dia 72)              | Eliminado (Dia 72)               | Eliminado (Dia 72)              | Eliminado (Dia 72)           | Eliminado (Dia 72)           | Eliminado (Dia 72)             | 17              |
|                          | Laís                     | Scooby Paulo André           | Arthur                         | Não elegível                 | Douglas                      | Casa BBB                                 | Natália                      | Jessilane                             | Douglas (x0,5)               | Natália                        | Douglas                       | Não elegível                | Scooby                      | Eliminada (Dia 65)              | Eliminada (Dia 65)              | Eliminada (Dia 65)             | Eliminada (Dia 65)           | Eliminada (Dia 65)              | Eliminada (Dia 65)               | Eliminada (Dia 65)              | Eliminada (Dia 65)           | Eliminada (Dia 65)           | Eliminada (Dia 65)             | 9               |
|                          | Vinicius                 | Jade Scooby                  | Arthur                         | Douglas                      | Não elegível                 | Casa BBB                                 | Natália                      | Jessilane                             | Jessilane (x0,5)             | Gustavo                        | Douglas                       | Gustavo                     | Eliminado (Dia 58)          | Eliminado (Dia 58)              | Eliminado (Dia 58)              | Eliminado (Dia 58)             | Eliminado (Dia 58)           | Eliminado (Dia 58)              | Eliminado (Dia 58)               | Eliminado (Dia 58)              | Eliminado (Dia 58)           | Eliminado (Dia 58)           | Eliminado (Dia 58)             | 5               |
|                          | Jade                     | Lucas Vinicius               | Jessilane                      | Lucas                        | Líder                        | Casa BBB                                 | Líder                        | Jessilane                             | Douglas (x0,5)               | Gustavo                        | Eliminada (Dia 51)            | Gustavo                     | Eliminada (Dia 51)          | Eliminada (Dia 51)              | Eliminada (Dia 51)              | Eliminada (Dia 51)             | Eliminada (Dia 51)           | Eliminada (Dia 51)              | Eliminada (Dia 51)               | Eliminada (Dia 51)              | Eliminada (Dia 51)           | Eliminada (Dia 51)           | Eliminada (Dia 51)             | 9               |
|                          | Larissa                  | Ausente                      | Ausente                        | Ausente                      | Ausente                      | Casa de Vidro                            | Brunna (x0,5)                | Jessilane                             | Douglas                      | Eliminada (Dia 44)             | Eliminada (Dia 44)            | Gustavo                     | Eliminada (Dia 44)          | Eliminada (Dia 44)              | Eliminada (Dia 44)              | Eliminada (Dia 44)             | Eliminada (Dia 44)           | Eliminada (Dia 44)              | Eliminada (Dia 44)               | Eliminada (Dia 44)              | Eliminada (Dia 44)           | Eliminada (Dia 44)           | Eliminada (Dia 44)             | 4               |
|                          | Tiago                    | Lucas Jade                   | Líder                          | Lucas                        | Não elegível                 | Casa BBB                                 | Natália                      | Paulo André                           | Desistente (Dia 42)          | Desistente (Dia 42)            | Desistente (Dia 42)           | Desistente (Dia 42)         | Desistente (Dia 42)         | Desistente (Dia 42)             | Desistente (Dia 42)             | Desistente (Dia 42)            | Desistente (Dia 42)          | Desistente (Dia 42)             | Desistente (Dia 42)              | Desistente (Dia 42)             | Desistente (Dia 42)          | Desistente (Dia 42)          | Desistente (Dia 42)            | 2               |
|                          | Brunna                   | Lucas Natália                | Lucas                          | Lucas                        | Não elegível                 | Casa BBB                                 | Natália                      | Jessilane                             | Eliminada (Dia 37)           | Eliminada (Dia 37)             | Eliminada (Dia 37)            | Gustavo                     | Eliminada (Dia 37)          | Eliminada (Dia 37)              | Eliminada (Dia 37)              | Eliminada (Dia 37)             | Eliminada (Dia 37)           | Eliminada (Dia 37)              | Eliminada (Dia 37)               | Eliminada (Dia 37)              | Eliminada (Dia 37)           | Eliminada (Dia 37)           | Eliminada (Dia 37)             | 6               |
|                          | Bárbara                  | Natália Jessilane            | Lucas                          | Não elegível                 | Douglas                      | Casa BBB                                 | Lucas                        | Eliminada (Dia 30)                    | Eliminada (Dia 30)           | Eliminada (Dia 30)             | Eliminada (Dia 30)            | Gustavo                     | Eliminada (Dia 30)          | Eliminada (Dia 30)              | Eliminada (Dia 30)              | Eliminada (Dia 30)             | Eliminada (Dia 30)           | Eliminada (Dia 30)              | Eliminada (Dia 30)               | Eliminada (Dia 30)              | Eliminada (Dia 30)           | Eliminada (Dia 30)           | Eliminada (Dia 30)             | 2               |
|                          | Maria                    | Jade Natália                 | Arthur                         | Não elegível                 | Douglas                      | Casa BBB                                 | Scooby                       | Expulsa (Dia 30)                      | Expulsa (Dia 30)             | Expulsa (Dia 30)               | Expulsa (Dia 30)              | Expulsa (Dia 30)            | Expulsa (Dia 30)            | Expulsa (Dia 30)                | Expulsa (Dia 30)                | Expulsa (Dia 30)               | Expulsa (Dia 30)             | Expulsa (Dia 30)                | Expulsa (Dia 30)                 | Expulsa (Dia 30)                | Expulsa (Dia 30)             | Expulsa (Dia 30)             | Expulsa (Dia 30)               | 4               |
|                          | Naiara                   | Lucas Jade                   | Maria                          | Não elegível                 | Paulo André                  | Eliminada (Dia 23)                       | Eliminada (Dia 23)           | Eliminada (Dia 23)                    | Eliminada (Dia 23)           | Eliminada (Dia 23)             | Eliminada (Dia 23)            | Não elegível                | Eliminada (Dia 23)          | Eliminada (Dia 23)              | Eliminada (Dia 23)              | Eliminada (Dia 23)             | Eliminada (Dia 23)           | Eliminada (Dia 23)              | Eliminada (Dia 23)               | Eliminada (Dia 23)              | Eliminada (Dia 23)           | Eliminada (Dia 23)           | Eliminada (Dia 23)             | 1               |
|                          | Rodrigo                  | Scooby Paulo André           | Arthur                         | Eliminado (Dia 16)           | Eliminado (Dia 16)           | Eliminado (Dia 16)                       | Eliminado (Dia 16)           | Eliminado (Dia 16)                    | Eliminado (Dia 16)           | Eliminado (Dia 16)             | Eliminado (Dia 16)            | Gustavo                     | Eliminado (Dia 16)          | Eliminado (Dia 16)              | Eliminado (Dia 16)              | Eliminado (Dia 16)             | Eliminado (Dia 16)           | Eliminado (Dia 16)              | Eliminado (Dia 16)               | Eliminado (Dia 16)              | Eliminado (Dia 16)           | Eliminado (Dia 16)           | Eliminado (Dia 16)             | 1               |
|                          | Luciano                  | Jade Natália                 | Eliminado (Dia 9)              | Eliminado (Dia 9)            | Eliminado (Dia 9)            | Eliminado (Dia 9)                        | Eliminado (Dia 9)            | Eliminado (Dia 9)                     | Eliminado (Dia 9)            | Eliminado (Dia 9)              | Eliminado (Dia 9)             | Eslovênia                   | Eliminado (Dia 9)           | Eliminado (Dia 9)               | Eliminado (Dia 9)               | Eliminado (Dia 9)              | Eliminado (Dia 9)            | Eliminado (Dia 9)               | Eliminado (Dia 9)                | Eliminado (Dia 9)               | Eliminado (Dia 9)            | Eliminado (Dia 9)            | Eliminado (Dia 9)              | 1               |
|                          |                          |                              |                                |                              |                              |                                          |                              |                                       |                              |                                |                               |                             |                             |                                 |                                 |                                |                              |                                 |                                  |                                 |                              |                              |                                |                 |
| Notas                    | Notas                    | 1, 2, 3, 4, 5, 6             | 7, 8, 9, 10, 11                | 12, 13, 14, 15, 16           | 12, 13, 14, 15, 16           | 17                                       | 18, 19, 20, 21               | 22, 23, 24                            | 25, 26, 27, 28               | 29, 30, 31, 32                 | 33, 34, 35, 36                | 37, 38, 39, 40, 41          | 37, 38, 39, 40, 41          | 42, 43                          | 44, 45, 46                      | 47, 48, 49, 50                 | 51, 52, 53                   | 54, 55                          | 56, 57, 58                       | 59, 60                          | 61, 62                       | 63, 64                       | 65, 66                         |                 |
| Expulso                  | Expulso                  | (nenhum)                     | (nenhum)                       | (nenhum)                     | (nenhum)                     | (nenhum)                                 | Maria                        | (nenhum)                              | (nenhum)                     | (nenhum)                       | (nenhum)                      | (nenhum)                    | (nenhum)                    | (nenhum)                        | (nenhum)                        | (nenhum)                       | (nenhum)                     | (nenhum)                        | (nenhum)                         | (nenhum)                        | (nenhum)                     | (nenhum)                     | (nenhum)                       |                 |
| Desistente               | Desistente               | (nenhum)                     | (nenhum)                       | (nenhum)                     | (nenhum)                     | (nenhum)                                 | (nenhum)                     | (nenhum)                              | Tiago                        | (nenhum)                       | (nenhum)                      | (nenhum)                    | (nenhum)                    | (nenhum)                        | (nenhum)                        | (nenhum)                       | (nenhum)                     | (nenhum)                        | (nenhum)                         | (nenhum)                        | (nenhum)                     | (nenhum)                     | (nenhum)                       |                 |
| Paredão                  | Paredão                  | Luciano Naiara Natália       | Jessilane Natália Rodrigo      | Arthur Douglas Naiara        | Arthur Douglas Naiara        | Gustavo & Larissa                        | Arthur Bárbara Natália       | Brunna Gustavo Paulo André            | Arthur Larissa Linn          | Arthur Jade Jessilane          | Gustavo Scooby Vinicius       | Douglas Eliezer Laís        | Douglas Eliezer Laís        | Lucas Paulo André Scooby        | Douglas Eslovênia Paulo André   | Arthur Eliezer Gustavo Linn    | Eliezer Gustavo Linn         | Gustavo Natália Paulo André     | Arthur Douglas Eliezer Jessilane | Eliezer Gustavo Paulo André     | Douglas Eliezer Scooby       | Arthur Douglas Eliezer       | Arthur Douglas Paulo André     |                 |
| Eliminado                | Eliminado                | Luciano 49,31% para eliminar | Rodrigo 48,45% para eliminar   | Naiara 57,77% para eliminar  | Naiara 57,77% para eliminar  | Gustavo & Larissa 52,77% para entrar     | Bárbara 86,02% para eliminar | Brunna 76,18% para eliminar           | Larissa 88,59% para eliminar | Jade 84,93% para eliminar      | Vinicius 55,87% para eliminar | Laís 91,25% para eliminar   | Laís 91,25% para eliminar   | Lucas 77,54% para eliminar      | Eslovênia 80,74% para eliminar  | Arthur 82,80% para beneficiar  | Linn 77,60% para eliminar    | Natália 83,43% para eliminar    | Jessilane 63,63% para eliminar   | Gustavo 81,53% para eliminar    | Scooby 55,95% para eliminar  | Eliezer 65,76% para eliminar | Douglas 1,13% para vencer      |                 |
| Eliminado                | Eliminado                | Luciano 49,31% para eliminar | Rodrigo 48,45% para eliminar   | Naiara 57,77% para eliminar  | Naiara 57,77% para eliminar  | Gustavo & Larissa 52,77% para entrar     | Bárbara 86,02% para eliminar | Brunna 76,18% para eliminar           | Larissa 88,59% para eliminar | Jade 84,93% para eliminar      | Vinicius 55,87% para eliminar | Laís 91,25% para eliminar   | Laís 91,25% para eliminar   | Lucas 77,54% para eliminar      | Eslovênia 80,74% para eliminar  | Arthur 82,80% para beneficiar  | Linn 77,60% para eliminar    | Natália 83,43% para eliminar    | Jessilane 63,63% para eliminar   | Gustavo 81,53% para eliminar    | Scooby 55,95% para eliminar  | Eliezer 65,76% para eliminar | Paulo André 29,91% para vencer |                 |
| Outras %                 | Outras %                 | Natália 34,89% para eliminar | Natália 26,10% para eliminar   | Douglas 38,96% para eliminar | Douglas 38,96% para eliminar | Gustavo & Larissa 47,23% para não entrar | Natália 9,03% para eliminar  | Gustavo 22,24% para eliminar          | Arthur 5,90% para eliminar   | Jessilane 13,30% para eliminar | Gustavo 39,51% para eliminar  | Douglas 4,48% para eliminar | Douglas 4,48% para eliminar | Scooby 18,05% para eliminar     | Douglas 18,07% para eliminar    | Gustavo 10,54% para beneficiar | Eliezer 15,66% para eliminar | Gustavo 14,30% para eliminar    | Arthur 28,54% para eliminar      | Eliezer 16,08% para eliminar    | Eliezer 42,23% para eliminar | Arthur 21,15% para eliminar  | Arthur 68,96% para vencer      |                 |
| Outras %                 | Outras %                 | Natália 34,89% para eliminar | Natália 26,10% para eliminar   | Douglas 38,96% para eliminar | Douglas 38,96% para eliminar | Gustavo & Larissa 47,23% para não entrar | Natália 9,03% para eliminar  | Gustavo 22,24% para eliminar          | Arthur 5,90% para eliminar   | Jessilane 13,30% para eliminar | Gustavo 39,51% para eliminar  | Douglas 4,48% para eliminar | Douglas 4,48% para eliminar | Scooby 18,05% para eliminar     | Douglas 18,07% para eliminar    | Linn 6,26% para beneficiar     | Eliezer 15,66% para eliminar | Gustavo 14,30% para eliminar    | Douglas 5,91% para eliminar      | Eliezer 16,08% para eliminar    | Eliezer 42,23% para eliminar | Arthur 21,15% para eliminar  | Arthur 68,96% para vencer      |                 |
| Outras %                 | Outras %                 | Naiara 15,80% para eliminar  | Jessilane 25,45% para eliminar | Arthur 3,27% para eliminar   | Arthur 3,27% para eliminar   | Gustavo & Larissa 47,23% para não entrar | Arthur 4,95% para eliminar   | Paulo André 1,58% para eliminar       | Linn 5,51% para eliminar     | Arthur 1,77% para eliminar     | Scooby 4,62% para eliminar    | Eliezer 4,27% para eliminar | Eliezer 4,27% para eliminar | Paulo André 4,41% para eliminar | Paulo André 1,19% para eliminar | Linn 6,26% para beneficiar     | Gustavo 6,74% para eliminar  | Paulo André 2,27% para eliminar | Douglas 5,91% para eliminar      | Paulo André 2,39% para eliminar | Douglas 1,82% para eliminar  | Douglas 13,09% para eliminar | Arthur 68,96% para vencer      |                 |
| Outras %                 | Outras %                 | Naiara 15,80% para eliminar  | Jessilane 25,45% para eliminar | Arthur 3,27% para eliminar   | Arthur 3,27% para eliminar   | Gustavo & Larissa 47,23% para não entrar | Arthur 4,95% para eliminar   | Paulo André 1,58% para eliminar       | Linn 5,51% para eliminar     | Arthur 1,77% para eliminar     | Scooby 4,62% para eliminar    | Eliezer 4,27% para eliminar | Eliezer 4,27% para eliminar | Paulo André 4,41% para eliminar | Paulo André 1,19% para eliminar | Eliezer 0,40% para beneficiar  | Gustavo 6,74% para eliminar  | Paulo André 2,27% para eliminar | Eliezer 1,92% para eliminar      | Paulo André 2,39% para eliminar | Douglas 1,82% para eliminar  | Douglas 13,09% para eliminar | Arthur 68,96% para vencer      |                 |
| Votos                    | Votos                    | 30.501.221                   | 120.642.306                    | 147.349.091                  | 147.349.091                  | 10.862.584                               | 105.723.079                  | 91.278.902                            | 90.162.753                   | 698.199.078                    | 73.836.602                    | 157.060.266                 | 157.060.266                 | 51.679.838                      | 49.791.871                      | 134.468.810                    | 83.569.638                   | 33.863.189                      | 407.581.080                      | 99.243.663                      | 154.180.021                  | 278.082.333                  | 751.366.679                    |                 |

### Legenda
|               | Grupo Pipoca                                        |               |                                      | Grupo Camarote |
|               | Entrou na casa depois do início do programa         |               | O participante votou em público      |                |
| Casa BBB      | Entrou diretamente na casa                          | Casa de Vidro | Ficou primeiramente na Casa de Vidro |                |
| (para salvar) | O participante votou para salvar outro participante | Não elegível  | Não elegível para votar              |                |

### VIP / Xepa
|             | Sem 1 | Sem 21 | Sem 32 | Sem 43 | Sem 54 | Sem 6 | Sem 75 | Sem 8 | Sem 9 | Sem 106 | Sem 117,8 | Sem 117,8 | Sem 129 | Sem 129 | Sem 13 | Sem 13 | Sem 1410 | Sem 1410 |
| Dia 74      | Sem 1 | Sem 21 | Sem 32 | Sem 43 | Sem 54 | Sem 6 | Sem 75 | Sem 8 | Sem 9 | Sem 106 | Dia 77    | Dia 81    | Dia 84  | Dia 88  | Dia 91 | Dia 93 | Dia 96   |          |
| ----------- | ----- | ------ | ------ | ------ | ------ | ----- | ------ | ----- | ----- | ------- | --------- | --------- | ------- | ------- | ------ | ------ | -------- | -------- |
| Arthur      | Xepa  | VIP    | Xepa   | Xepa   | VIP    | VIP   | VIP    | Xepa  | VIP   | Xepa    | Xepa      | VIP       | VIP     | Xepa    | VIP    | Xepa   | VIP      | VIP      |
| Paulo André | VIP   | Xepa   | Xepa   | VIP    | Xepa   | VIP   | VIP    | Xepa  | VIP   | Xepa    | VIP       | VIP       | Xepa    | Xepa    | Xepa   | VIP    | VIP      | VIP      |
| Douglas     | VIP   | VIP    | Xepa   | Xepa   | VIP    | VIP   | VIP    | Xepa  | VIP   | Xepa    | VIP       | VIP       | VIP     | Xepa    | Xepa   | Xepa   | Xepa     | VIP      |
| Eliezer     | Xepa  | Xepa   | VIP    | Xepa   | Xepa   | Xepa  | VIP    | Xepa  | Xepa  | Xepa    | Xepa      | Xepa      | Xepa    | VIP     | Xepa   | Xepa   | Xepa     | VIP      |
| Scooby      | VIP   | VIP    | Xepa   | VIP    | Xepa   | VIP   | VIP    | Xepa  | VIP   | Xepa    | Xepa      | VIP       | VIP     | Xepa    | VIP    | VIP    | Xepa     |          |
| Gustavo     |       |        |        | Xepa   | Xepa   | VIP   | Xepa   | Xepa  | Xepa  | Xepa    | VIP       | VIP       | VIP     | Xepa    | VIP    | Xepa   |          |          |
| Jessilane   | Xepa  | Xepa   | Xepa   | Xepa   | Xepa   | Xepa  | Xepa   | VIP   | Xepa  | VIP     | Xepa      | Xepa      | Xepa    | VIP     | Xepa   |        |          |          |
| Natália     | Xepa  | Xepa   | Xepa   | Xepa   | VIP    | Xepa  | Xepa   | VIP   | Xepa  | VIP     | Xepa      | Xepa      | Xepa    | VIP     |        |        |          |          |
| Linn        | Xepa  | VIP    | Xepa   | Xepa   | VIP    | Xepa  | Xepa   | VIP   | Xepa  | VIP     | Xepa      | Xepa      | Xepa    |         |        |        |          |          |
| Eslovênia   | Xepa  | Xepa   | Xepa   | Xepa   | VIP    | Xepa  | Xepa   | VIP   | Xepa  | VIP     | Xepa      |           |         |         |        |        |          |          |
| Lucas       | VIP   | Xepa   | VIP    | Xepa   | VIP    | Xepa  | Xepa   | VIP   | VIP   | VIP     |           |           |         |         |        |        |          |          |
| Laís        | Xepa  | Xepa   | VIP    | VIP    | Xepa   | Xepa  | Xepa   | Xepa  | Xepa  |         |           |           |         |         |        |        |          |          |
| Vinicius    | Xepa  | Xepa   | VIP    | Xepa   | Xepa   | Xepa  | Xepa   | Xepa  |       |         |           |           |         |         |        |        |          |          |
| Jade        | Xepa  | VIP    | VIP    | VIP    | Xepa   | VIP   | VIP    |       |       |         |           |           |         |         |        |        |          |          |
| Larissa     |       |        |        | Xepa   | Xepa   | Xepa  |        |       |       |         |           |           |         |         |        |        |          |          |
| Tiago       | VIP   | VIP    | Xepa   | VIP    | Xepa   | Xepa  |        |       |       |         |           |           |         |         |        |        |          |          |
| Brunna      | Xepa  | Xepa   | Xepa   | Xepa   | Xepa   |       |        |       |       |         |           |           |         |         |        |        |          |          |
| Bárbara     | Xepa  | Xepa   | VIP    | VIP    |        |       |        |       |       |         |           |           |         |         |        |        |          |          |
| Maria       | Xepa  | Xepa   | Xepa   | Xepa   |        |       |        |       |       |         |           |           |         |         |        |        |          |          |
| Naiara      | Xepa  | Xepa   | Xepa   |        |        |       |        |       |       |         |           |           |         |         |        |        |          |          |
| Rodrigo     | VIP   | Xepa   |        |        |        |       |        |       |       |         |           |           |         |         |        |        |          |          |
| Luciano     | VIP   |        |        |        |        |       |        |       |       |         |           |           |         |         |        |        |          |          |

- Nota 1: Na semana 2, Jade foi transferida para a Xepa automaticamente, após ficar em último lugar na Prova do Anjo, para cumprir o Castigo do Monstro ao lado de Brunna e Paulo André, que já estavam na Xepa.[38]
- Nota 2: Na semana 3, após a terceira Prova do Líder, Jessilane e Lucas, ao serem escolhidos pela Líder, foram automaticamente para a Xepa e para o VIP, respectivamente, sofrendo as consequências contidas em seus respectivos pergaminhos.[163]
- Nota 3: Na semana 4, Gustavo e Larissa, vindos da Casa de Vidro, ficaram na Xepa durante seus cinco primeiros dias na casa, até ser feita a nova divisão.
- Nota 4: Na semana 5, Jessilane foi automaticamente para a Xepa, após ficar em último lugar na Prova do Líder.[190]
- Nota 5: Na semana 7, Eliezer foi automaticamente para o VIP, após ficar em terceiro lugar na Prova do Líder.[182]
- Nota 6: Na semana 10, Eslovênia e Lucas foram transferidos para a Xepa após serem escolhidos por Paulo André para cumprirem o castigo do Monstro.[46]
- Nota 7: Na semana 11, no dia 75, Paulo André foi transferido para a Xepa após ser escolhido por Jessilane para cumprir o castigo do Monstro ao lado de Arthur, que já estava na Xepa.[47]
- Nota 8: Na semana 11, no dia 81, Arthur, Douglas, Gustavo, Paulo André e Scooby foram transferidos para a Xepa, em razão da utilização de um card do quarto secreto, concedido ao beneficiado do Paredão Falso, Arthur.[35]
- Nota 9 : Na semana 12, no dia 85, Natália foi transferida para a Xepa, sofrendo a consequência escolhida por Jessilane durante o Jogo da Discórdia.[49]
- Nota 10 : Na semana 14, no dia 96, foi anunciado que todos os participantes ficariam no VIP.[191]

## Classificação geral
| Pos. | Participante       | Meio de indicação                     | % dos votos | Eliminado em |
| ---- | ------------------ | ------------------------------------- | ----------- | ------------ |
| 1    | Arthur Aguiar      | Finalista                             | 68,96%      | —            |
| 2    | Paulo André Camilo | Finalista                             | 29,91%      | —            |
| 3    | Douglas Silva      | Finalista                             | 1,13%       | —            |
| 4    | Eliezer do Carmo   | Prova do Finalista                    | 65,76%      | Semana 14    |
| 5    | Pedro Scooby       | Casa (3 votos)                        | 55,95%      | Semana 14    |
| 6    | Gustavo Marsengo   | Casa (4 votos)                        | 81,53%      | Semana 13    |
| 7    | Jessilane Alves    | Líder (Gustavo)                       | 63,63%      | Semana 13    |
| 8    | Natália Deodato    | Casa (5 votos)                        | 83,43%      | Semana 12    |
| 9    | Linn da Quebrada   | Líder (Douglas)                       | 77,60%      | Semana 12    |
| 10   | Eslovênia Marques  | Líder (Gustavo)                       | 80,74%      | Semana 11    |
| 11   | Lucas Bissoli      | Casa (6 votos)                        | 77,54%      | Semana 10    |
| 12   | Laís Caldas        | Líder (Arthur)                        | 91,25%      | Semana 9     |
| 13   | Vinicius Fernandes | Contragolpe (Gustavo)                 | 55,87%      | Semana 8     |
| 14   | Jade Picon         | Big Fone (Jade)                       | 84,93%      | Semana 7     |
| 15   | Larissa Tomásia    | Casa (3 votos)                        | 88,59%      | Semana 6     |
| 16   | Tiago Abravanel    | Desistente                            | Desistente  | Semana 6     |
| 17   | Brunna Gonçalves   | Líder (Lucas)                         | 76,18%      | Semana 5     |
| 18   | Bárbara Heck       | Contragolpe (Arthur)                  | 86,02%      | Semana 4     |
| 19   | Maria              | Expulsa                               | Expulsa     | Semana 4     |
| 20   | Naiara Azevedo     | Consequência Surpresa do Líder (Jade) | 57,77%      | Semana 3     |
| 21   | Rodrigo Mussi      | Líder (Tiago)                         | 48,45%      | Semana 2     |
| 22   | Luciano Estevan    | Contragolpe (Naiara)                  | 49,31%      | Semana 1     |

## Audiência
Os índices de audiência do reality show na Região Metropolitana de São Paulo, principal praça do mercado publicitário brasileiro, são providos pela Kantar IBOPE Media. Em 2022, cada ponto na Grande São Paulo representa 74,6 mil domicílios ou 205,7 mil pessoas.
| Data de transmissão | SEG             | TER             | QUA             | QUI             | SEX             | SÁB             | DOM             | Média semanal |
| ------------------- | --------------- | --------------- | --------------- | --------------- | --------------- | --------------- | --------------- | ------------- |
| 17/01 a 23/01/2022  | 27,9            | 25,6            | 24,3            | 24,7            | 22,2            | 20,2            | 20,9            | 23,7          |
| 24/01 a 30/01/2022  | 24,7            | 25,5            | 21,8            | 24,0            | 21,7            | 21,1            | 20,4            | 22,7          |
| 31/01 a 06/02/2022  | 22,2            | 20,5            | 21,3            | 22,5            | 21,4            | 19,5            | 21,3            | 21,2          |
| 07/02 a 13/02/2022  | 23,0            | 24,1            | 21,2            | 22,0            | 21,5            | 19,2            | 20,7            | 21,6          |
| 14/02 a 20/02/2022  | 24,1            | 27,9            | 22,3            | 23,3            | 22,6            | 20,2            | 20,8            | 23,0          |
| 21/02 a 27/02/2022  | 24,7            | 26,1            | 21,9            | 22,4            | 23,1            | 20,3            | 21,3            | 22,8          |
| 28/02 a 06/03/2022  | 22,8            | 25,3            | 23,9            | 24,5            | 22,8            | 21,0            | 21,9            | 23,1          |
| 07/03 a 13/03/2022  | 23,0            | 29,1            | 22,6            | 22,3            | 24,0            | 20,2            | 21,0            | 23,2          |
| 14/03 a 20/03/2022  | 23,5            | 24,6            | 22,6            | 25,5            | 21,8            | 22,2            | 22,2            | 23,2          |
| 21/03 a 27/03/2022  | 22,5            | 24,3            | 21,2            | 20,4            | 24,4            | 20,0            | 22,3            | 22,2          |
| 28/03 a 03/04/2022  | 22,7            | 22,0            | 18,7            | 24,6            | 26,0            | 22,1            | 22,1            | 22,6          |
| 04/04 a 10/04/2022  | 23,0            | 24,6            | 27,4            | 27,3            | 25,3            | 21,8            | 22,6            | 24,6          |
| 11/04 a 17/04/2022  | 24,9            | 24,7            | 23,8            | 25,1            | 22,7            | 22,6            | 20,6            | 23,5          |
| 18/04 a 24/04/2022  | 23,3            | 25,0            | 16,8            | 23,4            | 23,0            | 21,9            | 20,0            | 21,9          |
| 25/04 a 26/04/2022  | 23,3            | 25,9            | —               | —               | —               | —               | —               | 24,6          |
| 17/01 a 26/04/2022  | Média da edição | Média da edição | Média da edição | Média da edição | Média da edição | Média da edição | Média da edição | 22,9          |

## Spin-offs

### BBB Dia 101
BBB Dia 101 foi um spin-off do Big Brother Brasil 22, que foi exibido no dia 28 de abril de 2022 na TV Globo. O episódio especial foi ao ar dois dias depois da escolha do vencedor da temporada e ocorreu nos mesmos moldes do BBB Dia 101 do Big Brother Brasil 21. Durante o dia extra, todos os participantes retornaram à casa do programa para reencontrar os colegas do jogo, com exceção de Rodrigo Mussi, que seguia em recuperação após um acidente de carro no dia 31 de março de 2022.
Depois de socializarem, os participantes se reuniram na sala, cozinha e nos quartos Lollipop e Grunge para uma dinâmica de perguntas e respostas, comandada pelo apresentador Tadeu Schmidt.

### A Vida é Irada, Vamos Curtir!
Um spin-off sobre a vida do participante Pedro Scooby, foi anunciado no dia 10 de agosto de 2022, data do aniversário do surfista. A série documental A Vida é Irada, Vamos Curtir! foi lançada em 20 de setembro de 2022, pelo Globoplay e Canal Off, mostrando as viagens e aventuras sobre as quais Scooby comentou no programa, além de bastidores da vida pós-confinamento, com momentos como o encontro com a família e os fãs.